# Alimentation dissociée

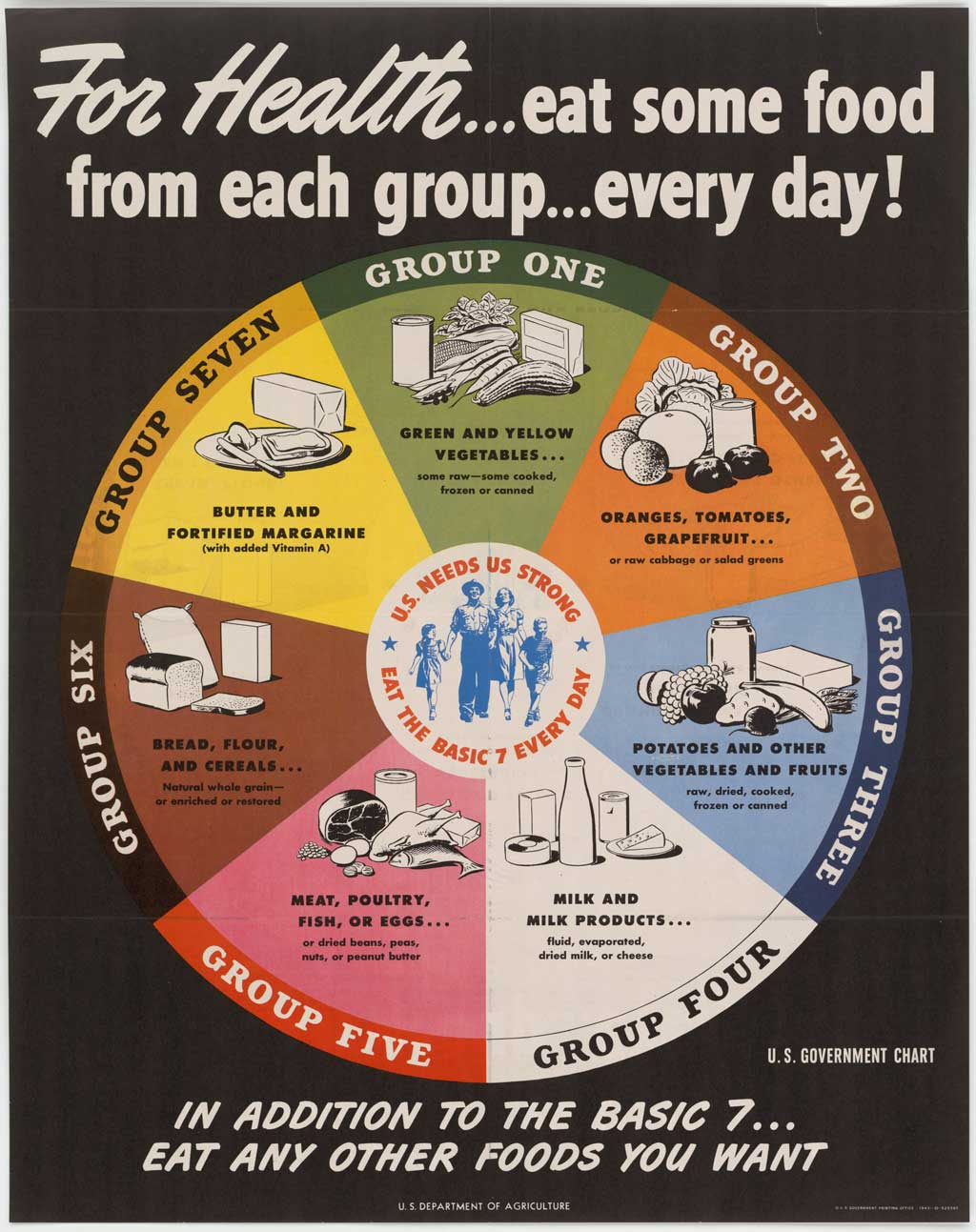
1943 Tableau nutritionnel de l'USDA montrant les "7 groupes alimentaires de base".

L'alimentation dissociée est un terme désignant une approche nutritionnelle pseudo-scientifique qui préconise des combinaisons spécifiques (ou déconseille certaines combinaisons) d'aliments. Certaines combinaisons sont présentées comme essentielles à une bonne santé, à une meilleure digestion et à une perte de poids, malgré l'absence de preuves suffisantes pour étayer ces affirmations. Elle propose une liste de règles qui préconisent de manger ou de ne pas manger certains aliments ensemble, notamment d'éviter de manger des féculents et des protéines ensemble ; de toujours manger des fruits avant, et non après, un repas ; d'éviter de manger des fruits et des légumes ensemble dans le même repas ; et de ne pas boire d'eau froide pendant un repas. 
La combinaison des aliments est mise en avant par Herbert M. Shelton en 1951, dans son livre Food Combining Made Easy, mais est initialement présentée par Edgar Cayce.

## Ouvrages
- (en) Food Combining Made Easy, par le docteur Herbert M. Shelton  (ISBN 0-9606948-0-3)
- Fit For Life de Harvey et Marylin Diamond
- Les combinaisons alimentaires et votre santé de Herbert M. Shelton aux Éditions de La Nouvelle Hygiène «Le Courrier du Livre»
- L'alimentation dissociée d'après Hay selon Dr. Hay et Dr. Walb
- Les aliments dans le tube digestif de J.J. Bernier, J. Adrian, N. Vidon